# كليمنتينا روثيناس
كليمنتينا روثيناس (من مواليد 11 مايو 1949) سياسية إسبانية من حزب العمال الاشتراكي الإسباني، وكانت عمدة فالنسيا بين عامي 1989 و1991.
درست كليمنتينا البكالوريا في معهد ريكينا ثم تابعت دراسة الاقتصاد وإدارة الأعمال في جامعة فالنسيا عام 1966 وحصلت على الدكتوراه في الاقتصاد عام 1978، مما جعلها أول امرأة تحصل على درجة الدكتوراه في تلك الجامعة. من خلال الامتحان التنافسي أصبحت أستاذة متفرغة للتاريخ الاقتصادي عام 1979.
في عام 1975 انضمت إلى الحزب الاشتراكي لبلد فالنسيا كونها عضوًا في لجنة حسابات الحزب الاشتراكي من 1979 إلى 1985. بين عامي 1983 و1989 كانت مستشارة للخزانة والنائبة الأولى لرئيس البلدية في مجلس مدينة فالنسيا، في الفريق البلدي برئاسة زميلها في الحزب ريكار بيريز كاسادو. بعد استقالة الأخيرة في نهاية عام 1988 ، تم انتخابها رئيسة بلدية بفارق صوت واحد فقط عن الإقليمي فيسنتي غونزاليس ليزوندو (حصلت رودثناس على 14 صوتًا مقابل 13 لصالح أونيون فالينسيانا وأليانزا بوبولار). كانت روثيناس هي المرشحة الاشتراكية في الانتخابات البلدية عام 1991، حيث فازت بفارق 45 ألف صوت على منافستها المباشرة ريتا باربيرا من الحزب الشعبي. ومع ذلك لم تحصل على الأغلبية المطلقة (فازت بـ 13 من أعضاء المجالس الـ 33) وبفضل المواثيق بين الحزب الشعبي وأونيون فالينسيانا باربيرا تم انتخابها عمدة. خلال الفترة 1991-1995 كانت رئيسًا للمعارضة البلدية في مجلس مدينة فالنسيا ورئيسًا لمجلس مقاطعة فالنسيا. كانت أيضًا ممثلة الاتحاد الإسباني للبلديات والمحافظات في مجلس المناطق الأوروبية.